# Радоши код Жбандая
Радоши код Жбандая (хорв. Radoši kod Žbandaja) — населений пункт у Хорватії, в Істрійській жупанії у складі міста Пореч.

## Населення
Населення за даними перепису 2011 року становило 115 осіб.
Динаміка чисельності населення поселення:

## Клімат
Середня річна температура становить 13,71 °C, середня максимальна – 27,17 °C, а середня мінімальна – -0,52 °C. Середня річна кількість опадів – 871 мм.
| Клімат поселення                              | Клімат поселення | Клімат поселення | Клімат поселення | Клімат поселення | Клімат поселення | Клімат поселення | Клімат поселення | Клімат поселення | Клімат поселення | Клімат поселення | Клімат поселення | Клімат поселення | Клімат поселення |
| Показник                                      | Січ.             | Лют.             | Бер.             | Квіт.            | Трав.            | Черв.            | Лип.             | Серп.            | Вер.             | Жовт.            | Лист.            | Груд.            |                  |
| Середній максимум, °C                         | 9,88             | 10,76            | 14,02            | 17,32            | 22,46            | 26,17            | 27,17            | 27,12            | 22,59            | 17,98            | 12,99            | 9,45             |                  |
| Середня температура, °C                       | 4,68             | 5,55             | 8,80             | 12,12            | 17,26            | 20,97            | 23,47            | 23,44            | 18,91            | 14,29            | 9,30             | 5,76             |                  |
| Середній мінімум, °C                          | −0,52            | 0,34             | 3,60             | 6,91             | 12,06            | 15,77            | 19,79            | 19,74            | 15,21            | 10,60            | 5,61             | 2,08             |                  |
| Норма опадів, мм                              | 62               | 51               | 61               | 69               | 65               | 76               | 51               | 77               | 86               | 100              | 97               | 76               |                  |
| Середньомісячна швидкість вітру, м/с          | 2.22             | 2.46             | 2.56             | 2.57             | 2.30             | 2.22             | 2.22             | 2.18             | 2.23             | 2.43             | 2.49             | 2.37             |                  |
| Середньомісячна сонячна радіація, кДж/м²·день | 4452             | 7358             | 10773            | 15327            | 19583            | 21377            | 22378            | 19213            | 14182            | 9025             | 4910             | 3781             |                  |
| --------------------------------------------- | ---------------- | ---------------- | ---------------- | ---------------- | ---------------- | ---------------- | ---------------- | ---------------- | ---------------- | ---------------- | ---------------- | ---------------- | ---------------- |
| Джерело:                                      |                  |                  |                  |                  |                  |                  |                  |                  |                  |                  |                  |                  |                  |